# Montpellier Agglomération Handball
O Montpellier Handball é um clube profissional de handebol de Montpellier, França. O Montpellier é o único clube francês a ter vencido a Liga dos Campeões da EHF. O clube foi fundado em 1982 sob o nome de Cosmos Montpellier, este nome permaneceu até 1987. Entre 1987 e 1989 eles tocaram o nome para Montpellier Paillade SC. De 1989 até 2007, o clube adotou o nome Montpellier Handball. De 2007 até 2015, adotou o nome Montpellier Agglomération Handball, porém, em 2015 voltou a usar o nome anterior. Em 1992, o Montpellier Handball conseguiu subir para o Campeonato Francês de Handebol em que atua até hoje. Desde então, o clube foi catorze vezes campeão francês.

## Títulos
Lista atualizada em 2018.
- Campeonato Francês de Handebol: 1994–95, 1997–98, 1998–99, 1999–00, 2001–02, 2002–03, 2003–04, 2004–05, 2005–06, 2007–08, 2008–09, 2009–10, 2010–11, 2011–12
- Copa da França de Handebol: 1998–99, 1999–2000, 2000–01, 2001–02, 2002–03, 2004–05, 2005–06, 2007–08, 2008–09, 2009–10, 2011–12, 2012–13, 2015–16
- Champions League: 2002–03, 2017–18
- Copa da Liga Francesa de Handebol: 2003−04, 2004−05, 2005−06, 2006−07, 2007−08, 2009−10, 2010−11, 2011–12, 2013–14, 2015–16

## Elenco 2013/14
| Nr. | Nacionalidade | Nome               |
| --- | ------------- | ------------------ |
| 1   | França        | Mickaël Robin      |
| 16  | França        | Thierry Omeyer     |
| 3   | França        | Antoine Gutfreund  |
| 4   | Argentina     | Diego Simonet      |
| 5   | França        | Maxime Arvin-Berod |
| 6   | Tunísia       | Issam Tej          |
| 7   | França        | William Accambray  |
| 10  | França        | Mathieu Grébille   |
| 11  | Eslovênia     | Jure Dolenec       |
| 14  | França        | Michaël Guigou     |
| 18  | Brasil        | Felipe Ribeiro     |
| 22  | Eslovênia     | Matej Gaber        |
| 23  | Eslovênia     | Vid Kavtičnik      |
| 30  | Eslovênia     | Dragan Gajič       |
| 88  | Tunísia       | Wissem Hmam        |

## Jogadores Notáveis
- Joël Abati
- Frédéric Anquetil
- Grégory Anquetil
- Mladen Bojinović
- Cédric Burdet
- Didier Dinart
- Jérôme Fernandez
- François-Xavier Houlet
- Nikola Karabatić
- Geoffroy Krantz
- Marouène Maggaiez
- Thierry Omeyer
- Stéphane Stoecklin
- Daouda Karaboué